# Baikaloplana valida
Baikaloplana valida is een platworm (Platyhelminthes). De worm is tweeslachtig. De soort leeft in of nabij het zoete water van het Baikalmeer.
Het geslacht Baikaloplana, waarin de platworm wordt geplaatst, wordt tot de familie Dendrocoelidae gerekend. De wetenschappelijke naam van de soort werd voor het eerst geldig gepubliceerd in 1912 door Korotnev.